# Станислав Ожеховски
Станѝслав Ожехо̀вски (на полски: Stanisław Orzechowski; на украински: Станіслав Оріховський, 1513 – 1566) е полски писател, теолог, хуманист и историк от русински произход („Z rodu Rusin z narodowości Polak").

## Живот
Син на пшемисълския край, политически авантюрист, той е един от тези духовници,
които по време на Ренесанса и Реформацията лесно дават израз на своите страсти и не се съобразяват с никакви авторитети освен със собственото си своеволие.
Животът на каноника от Пшемишъл, защото такъв е неговият пост, се преплита по трагичен
за него начин с въпросите на обществения живот. Следвайки примера на свещениците, които
чрез сключването на брак променят вероизповеданието си, Ожеховски се оженва,
но остава католик и когато неговият епископ му търси отговорност, той започва дългогодишна
безнадеждна борба против целибата на католическите духовници, и то не само в спор със своя
пряк ръководител, но и с римската курия, за да му бъде окончателно отказано одобрението на
брака му. Личните въпроси на разбунтувалия се каноник се преплитат в труден за разплитане
възел с въпросите за реформиране на църквата и с борбата на шляхтата с духовенството, като
по този начин донасят на невъздържания публицист огромна известност.

## Творчество
Като публицист Ожеховски борави с доста ограничен брой теми, към които се връща често. Една от тях е турската опасност, представяна с патоса на Демостен в латински трактати, наричани „Турцики“ /1543/, отправени към целия християнски свят и призоваващи към нов кръстоносен поход. Другата е мнимата заплаха за свободата на шляхтата от тиранията на владетеля и свързаната с това система от политически възгледи на автора. Защитата на тази свобода авторът слага в устата на „Верния поданик“ /"Fidelis subditus", 1543/, както е озаглавен трактатът, посветен на Зигмунт II Август, в който Ожеховски поучава краля как трябва да управлява. От латинския, който владее превъзходно, писателят преминава към прекрасна полска проза в цикъл от съчинения, с които се включва в публицистиката, обслужваща движението за премахване на привилегиите, издавайки през 1563 г. „Разговор, или диалог за изпълнителската власт в полската Корона“ и „Quincunx“ /1564/, а две години по-късно – произведението, наречено „Полиция на Полското кралство“. Необичайните възгледи на Ожеховски получават най – ярък израз в средната част на тази трилогия, в разсъжденията, призоваващи към въвеждане в Полша на теократски строй, начертан някога в папските були от XIII в., когато Рим се опитва да наложи политическата си власт над света. Полският писател си служи тук с геометрична аргументация, която смята за необорима; държавния строй представя като четиристенна пирамида, наричана „квинкункс“, или цинк, и доказва, че кралската власт произхожда от църквата и се опира на нея, поради което държавата трябва да е подчинена на църквата. Тази мисъл съвпада впрочем с тенденциите на католицизма, но никога не е била изказвана така открито. Тя разкрива истинските цели на Ожеховски, който иска да възвърне на духовенството тази политическа и икономическа позиция, която му е отнета чрез премахването на привилегиите, и не е свидетелство за дипломатическите му способности, тъй като по този начин той налива масло в огъня в най-неудобния момент. Но това е именно стилът на каноника от Пшемишъл, автор на непубликувания по-рано трактат „Respublica Polona“ /1543/, където остро критикува именно духовенството в Полша за това, че експлоатира и потиска селяните Когато държавната политика търси начин за решаване на трудния проблем за литовско-руските земи и православието, Ожеховски със сляпа надменност говори за по-ниското положение на литовската шляхта от полската, като мотивира това с по-ниския ранг на княжеството от кралството и се нахвърля върху Източната църква.